# Mercy Bowl
Le Mercy Bowl était un match annuel de football américain de niveau universitaire se déroulant après la saison régulière. Il n'y eut que deux éditions.
Le premier Mercy Bowl a été joué le 23 novembre 1961 entre les équipes des universités de Fresno State et de Bowling Green au Los Angeles Memorial Coliseum de Los Angeles, en Californie. Ce match fut organisé pour collecter des fonds en mémoire des survivants et des 22 personnes (dont 16 joueurs de football américain de l'équipe de Cal Poly-San Luis Obispo) ayant perdu la vie lors d'un accident d'avion après un match contre Bowling Green un an plus tôt En effet, le 29 octobre 1960 le charter de la compagnie Arctic-Pacific lors du décollage se rompit en deux et pris feu à l'aéroport de Toledo Express,.  Les 278 000 $ récoltés ont d'une part été distribués aux survivants, épouses et enfants des joueurs décédés. D'autre part, un mémorial fut érigé en honneur des victimes à l'entrée du Los Angeles Memorial Coliseum.
Le second Mercy Bowl fut organisé 10 ans plus tard et mis en présence les équipes des universités de Cal State Fullerton et de Fresno State en soutien aux quatorze enfants du pilote et des 3 entraineurs adjoints de l'équipe de Cal State Fullerton qui décédèrent également dans un accident d'avion un mois plus tôt. Après un match à San Diego, les trois entraîneurs avaient pris l'avion à destination de San Luis Obispo afin d'y voir évoluer l'équipe de Cal Poly SLO qu'ils devaient prochainement rencontrer. Le Mercy Bowl 2 s'est déroulé au Anaheim Stadium de Anaheim (banlieue de Los Angeles) en Californie.

## Résultats
| Dates            | Vainqueurs          | Scores  | Perdants            | Assistances | Résumés |
| ---------------- | ------------------- | ------- | ------------------- | ----------- | ------- |
| 23 novembre 1961 | Fresno State        | 36 - 6  | Bowling Green State | 33 000      |         |
| 11 décembre 1971 | Cal State Fullerton | 17 - 14 | Fresno State        | 16 854      | Résumé  |